# Frank Futselaar (atleet)
Frank Futselaar (Velp, 16 juli 1991) is een Nederlandse atleet, die gespecialiseerd is in de lange afstand. Hij werd tweemaal Nederlands kampioen 10.000 m en eenmaal Nederlands kampioen veldlopen.

## Biografie

### Baan
Futselaar veroverde zijn eerste Nederlandse titel in 2017, toen hij op de Nederlandse kampioenschappen de 10.000 m won. Hoewel hij een jaar later deze titel niet wist te prolongeren, liep hij bij die gelegenheid wel 43 seconden van zijn persoonlijke record af. Het leverde hem ditmaal een bronzen NK-medaille op. Wat hierbij meespeelde was, dat deze 10.000 m werd verwerkt tijdens de wedstrijden om de Gouden Spike. Mede hierdoor was hij in staat om later, tijdens het hoofdprogramma van de NK baan in Utrecht, ook nog eens zilver te winnen op de 5000 m. Eerder dat jaar had hij op de Nederlandse indoorkampioenschappen ook al een bronzen medaille veroverd op de 3000 m. 

### Overig
Tijdens de marathon van Berlijn in 2017 was Futselaar tempomaker tot 28 kilometer en tijdens de marathon van Enschede in 2018 fungeerde hij eveneens als haas. Het jaar daarop liep hij zijn eerste wedstrijdmarathon in een tijd van 2:16.58 in Düsseldorf.
In 2019 won Futselaar goud op het Nederlands kampioenschap veldlopen. Tijdens het Nederlands kampioenschap marathon won hij de zilveren medaille.
Futselaar traint bij AV de Liemers.

## Nederlandse kampioenschappen
| Onderdeel | Jaar       |
| --------- | ---------- |
| 10.000 m  | 2017, 2024 |
| veldlopen | 2019       |

## Persoonlijke records
Outdoor
| Onderdeel | Prestatie | Datum             | Plaats     |
| --------- | --------- | ----------------- | ---------- |
| 800 m     | 1.54,18   | 7 juli 2017       | Wageningen |
| 1500 m    | 3.46,73   | 26 mei 2018       | Oordegem   |
| 3000 m    | 8.00,39   | 2 juni 2018       | Oordegem   |
| 5000 m    | 13.39,39  | 29 augustus 2020  | Utrecht    |
| 10.000 m  | 28.50,92  | 19 september 2020 | Leiden     |

Indoor
| Onderdeel | Prestatie | Datum            | Plaats    |
| --------- | --------- | ---------------- | --------- |
| 3000 m    | 8.00,67   | 17 februari 2019 | Apeldoorn |

Weg
| Onderdeel      | Prestatie | Datum             | Plaats        |
| -------------- | --------- | ----------------- | ------------- |
| 5 km           | 14.17     | 8 september 2018  | Varsseveld    |
| 10 km          | 28.43     | 12 februari 2023  | Schoorl       |
| 15 km          | 44.47     | 1 december 2019   | 's-Heerenberg |
| 10 Eng. mijl   | 48.43     | 22 september 2019 | Amsterdam     |
| halve marathon | 1:02.46   | 21 maart 2021     | Dresden       |
| marathon       | 2:11.30   | 6 december 2020   | Valencia      |

## Palmares

### 3000 m
- 2018:  NK indoor - 8.11,10

### 5000 m
- 2018:  NK - 14.18,75
- 2020:  NK - 13.39,39
- 2021: 6e European Team Championships (First League) - 14:03

### 10.000 m
- 2017:  NK - 30.38,83
- 2018:  NK - 29.15,78
- 2019:  NK - 29.25,06
- 2020:  NK - 28.50,92
- 2021:  NK - 28.45,30
- 2022:  NK - 29.18,78
- 2024:  NK - 29.01,45

### 5 km
- 2018:  Voorthuizen Loopt - 14.53
- 2018:  Herfstloop Liemers - 15.10

### 4 Eng. mijl
- 2016: 19e 4 Mijl van Groningen - 19.09
- 2018: 14e 4 Mijl van Groningen - 18.50
- 2018:  Cityrun Meppel - 19.51

### 8 km
- 2017: 8e Sylvesterlauf in Trier - 23.54
- 2017:  marathon van Apeldoorn - 23.56

### 10 km
- 2017: 12e Bredase Singelloop - 31.24
- 2017: 12e NK - 30.24
- 2018: 4e NK - 29.58
- 2018:  Stevensloop - 31.56
- 2018: 9e Stadsloop Appingedam - 30.24
- 2019: 3e Parelloop - 29.20
- 2019: 5e NK - 29.34
- 2022: 12e Berlin 10k Invitational - 29.21
- 2022: 4e NK - 30.13
- 2023:  NK in Schoorl - 28.43
- 2024:   Big 10 te Utrecht - 29.06

### 15 km
- 2014: 12e Montferland Run - 46.55
- 2016: 25e Zevenheuvelenloop - 48.26
- 2016: 13e Montferland Run - 47.05
- 2017: 20e Montferland Run - 49.15
- 2018: 13e Montferland Run - 46.26
- 2019: 21e Zevenheuvelenloop - 45.10
- 2019: 13e Montferland Run - 44.47
- 2023: 6e Montferland Run - 44.36

### 10 Eng. mijl
- 2017: 17e Dam tot Damloop - 50.01
- 2018: 15e Dam tot Damloop - 48.45
- 2019: 19e Tilburg Ten Miles - 50.41
- 2019: 10e Dam tot Damloop - 48.43
- 2022: 13e Dam tot Damloop - 47.50
- 2023: 13e Dam tot Damloop - 48.08

### halve marathon
- 2017: 16e halve marathon van Egmond - 1:08.19
- 2019: 8e  NK te Venlo - 1:06.20
- 2019: 9e Bredase Singelloop - 1:05.11
- 2020: 23e halve marathon van Barcelona - 1:03.11
- 2021: 13e halve marathon van Dresden - 1:02.46
- 2022: 4e NK te Nijmegen - 1:04.30
- 2022: 11e Bredase Singelloop - 1:05.35
- 2023:  NK te Breda - 1:03.33
- 2024: 9e City-Pier-City Loop - 1:04.06

### marathon
- 2019: 9e marathon van Düsseldorf - 2:16.58
- 2019:  NK te Amsterdam - 2:14.06 (14e overall)
- 2022: 45e marathon van New York - 2:31.21
- 2024: 6e NK te Rotterdam - 2:13.43

### veldlopen
- 2017: 4e Abdijcross - 8.38
- 2017:  Mastboscross - 7.24
- 2019:  NK - 33.31